# 15007 Edoardopozio
15007 Edoardopozio este un asteroid din centura principală de asteroizi.

## Descriere
15007 Edoardopozio este un asteroid din centura principală de asteroizi. A fost descoperit pe 5 iulie 1998 la Colleverde de Vincenzo Silvano Casulli. Asteroidul prezintă o orbită caracterizată de o semiaxă mare de 2,58 ua, o excentricitate de 0,18 și o înclinație de 9,2° în raport cu ecliptica.